# George Street (Sídney)

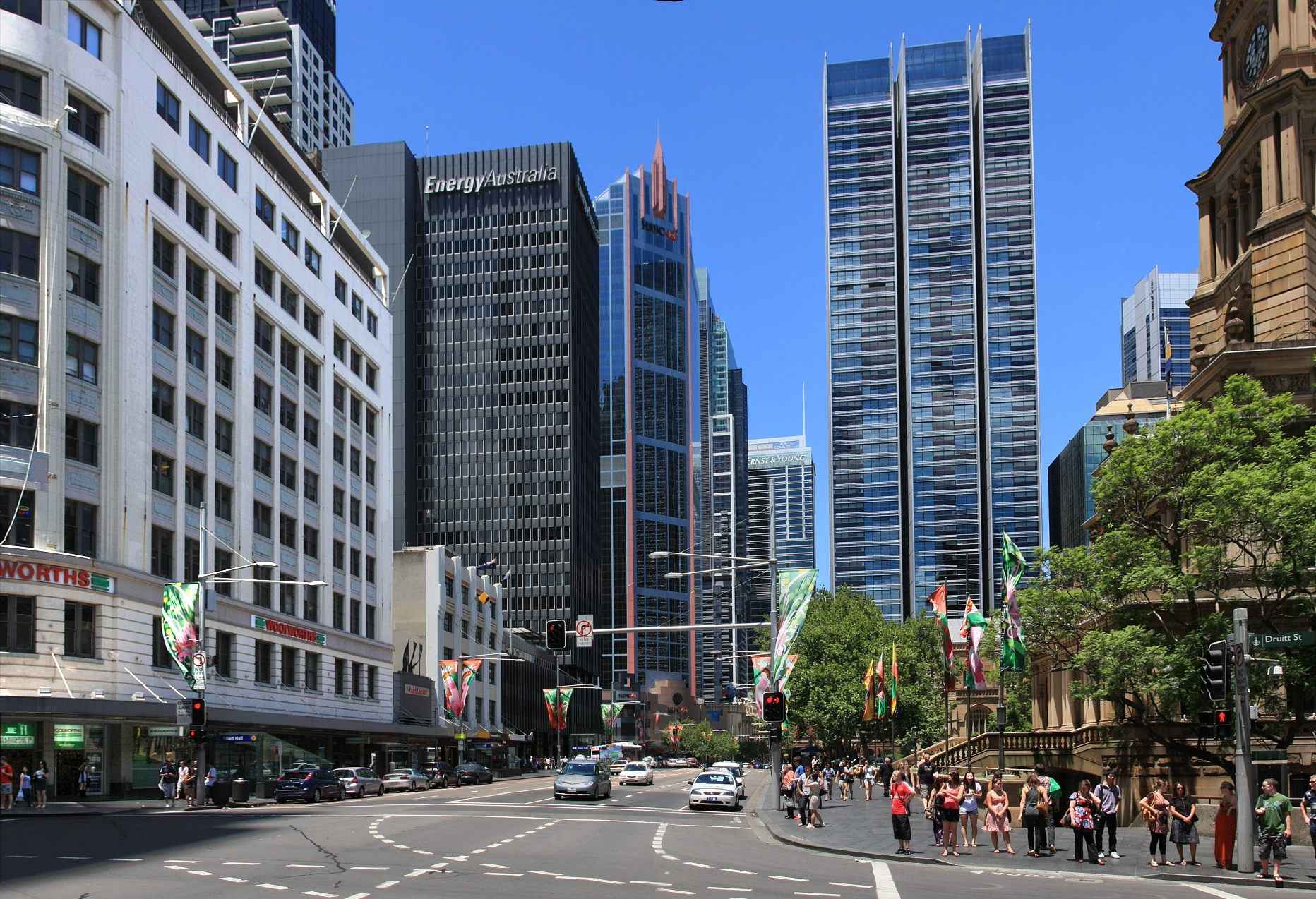
George Street antes de la construcción del tren ligero, mirando hacia el sur desde la intersección con la Druitt Street. Puede verse el Ayuntamiento de Sídney a la derecha.

George Street es una calle situada en el centro de Sídney, Nueva Gales del Sur, Australia. Fue la calle de tiendas principal original de Sídney, y sigue siendo una de las calles más ajetreadas del centro de la ciudad. Conecta varios de los edificios y zonas más importantes de la ciudad.
La calle empieza en el norte de Sídney, en The Rocks, cerca del puente de la bahía de Sídney, y discurre hasta el extremo sur de la ciudad, cerca de la estación central y Ultimo, donde conduce a Railway Square. Desde aquí, Broadway es la prolongación de George Street hacia el oeste, que conduce hacia los suburbios occidentales como Parramatta Road.

## Historia

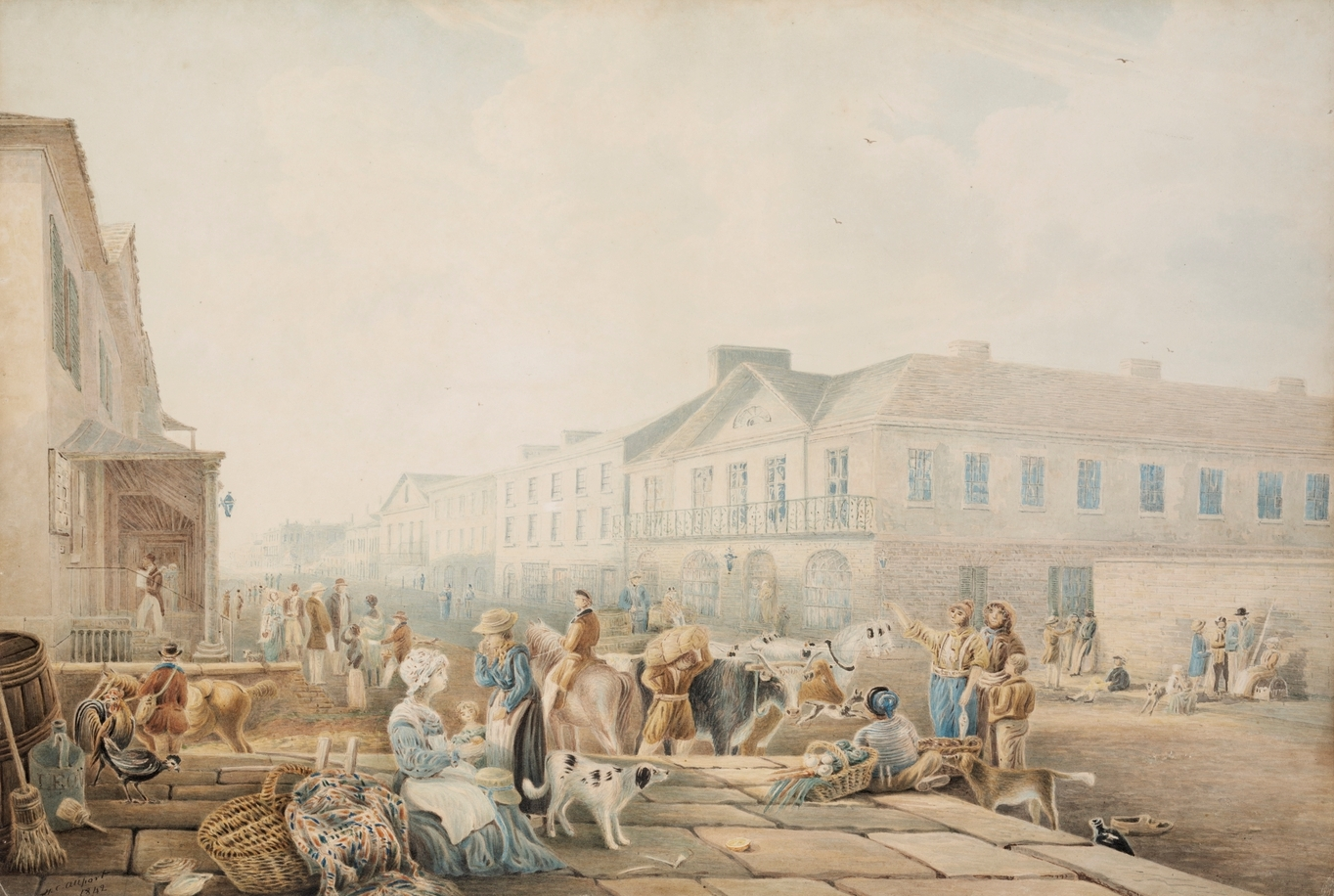
George Street (1842) de Henry Curzon Allport.

Los orígenes de la George Street se encuentran en el diseño de la colonia de la cala de Sídney. El capitán Arthur Phillip colocó a los prisioneros y marines en las laderas rocosas del oeste de la bahía, y trazó un camino que conducía desde el campamento en la zona de The Rocks hasta un pozo de ladrillos, situado cerca de la ubicación de la actual estación central, pasando por los cuarteles de la marina y junto a las orillas de un arroyo. Este camino, que eventualmente se convertiría en la George Street, era una de las dos vías de comunicación originales de la ciudad, junto con el camino que se convirtió en la Bridge Street.
Hasta 1810 George Street era conocida generalmente como High Street, siguiendo la costumbre inglesa, aunque la parte norte de la calle era denominada a veces Sergeant Major's Row y, anteriormente, Spring Row. En 1810 el gobernador Lachlan Macquarie la renombró formalmente George Street, en honor al rey Jorge III del Reino Unido.

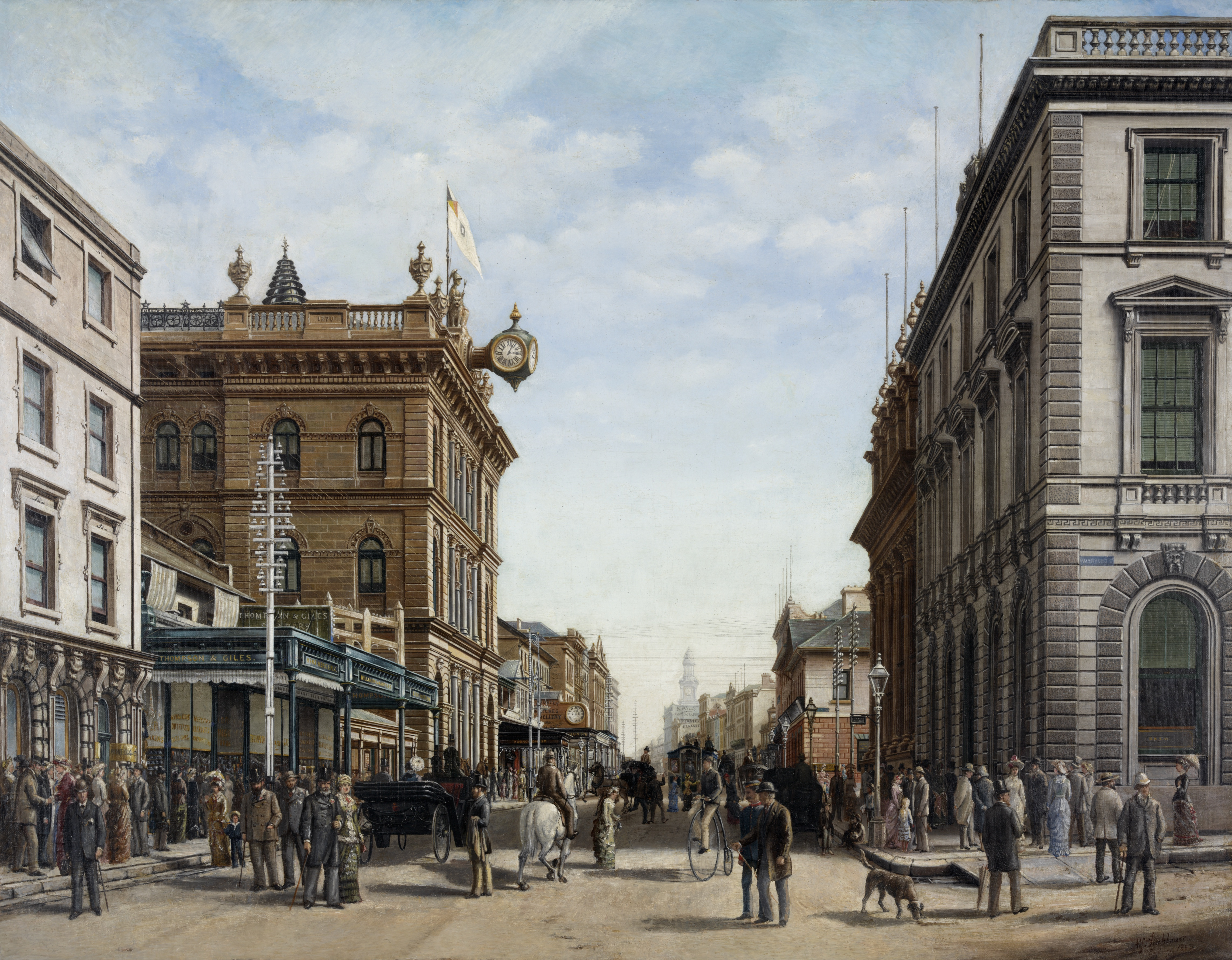
George Street (1883), óleo sobre lienzo de Alfred Tischbauer.

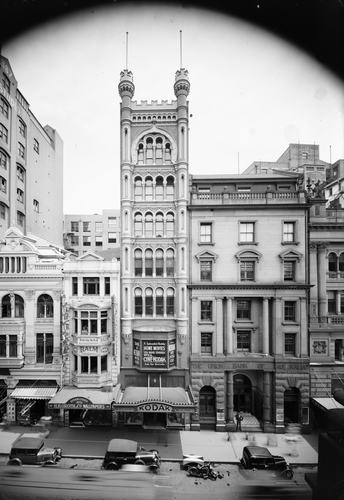
El edificio de Kodak Australia en George Street en la década de 1930.

El 8 de agosto de 1907, en una reunión celebrada en el Bateman's Crystal Hotel de George Street, se decidió formar la New South Wales Rugby Football League, la primera asociación de rugby profesional de Australia y predecesora de la actual National Rugby League. En 1937, Frank Jenner se comprometió a hablar cada día a diez personas diferentes sobre cristianismo en George Street a partir de entonces.
Hasta 2016, George Street formó parte de la ruta del desfile de Sídney del día ANZAC, hasta que resultó imposible por las obras del CBD and South East Light Rail. Actualmente recorre Elizabeth Street.

## Barrios

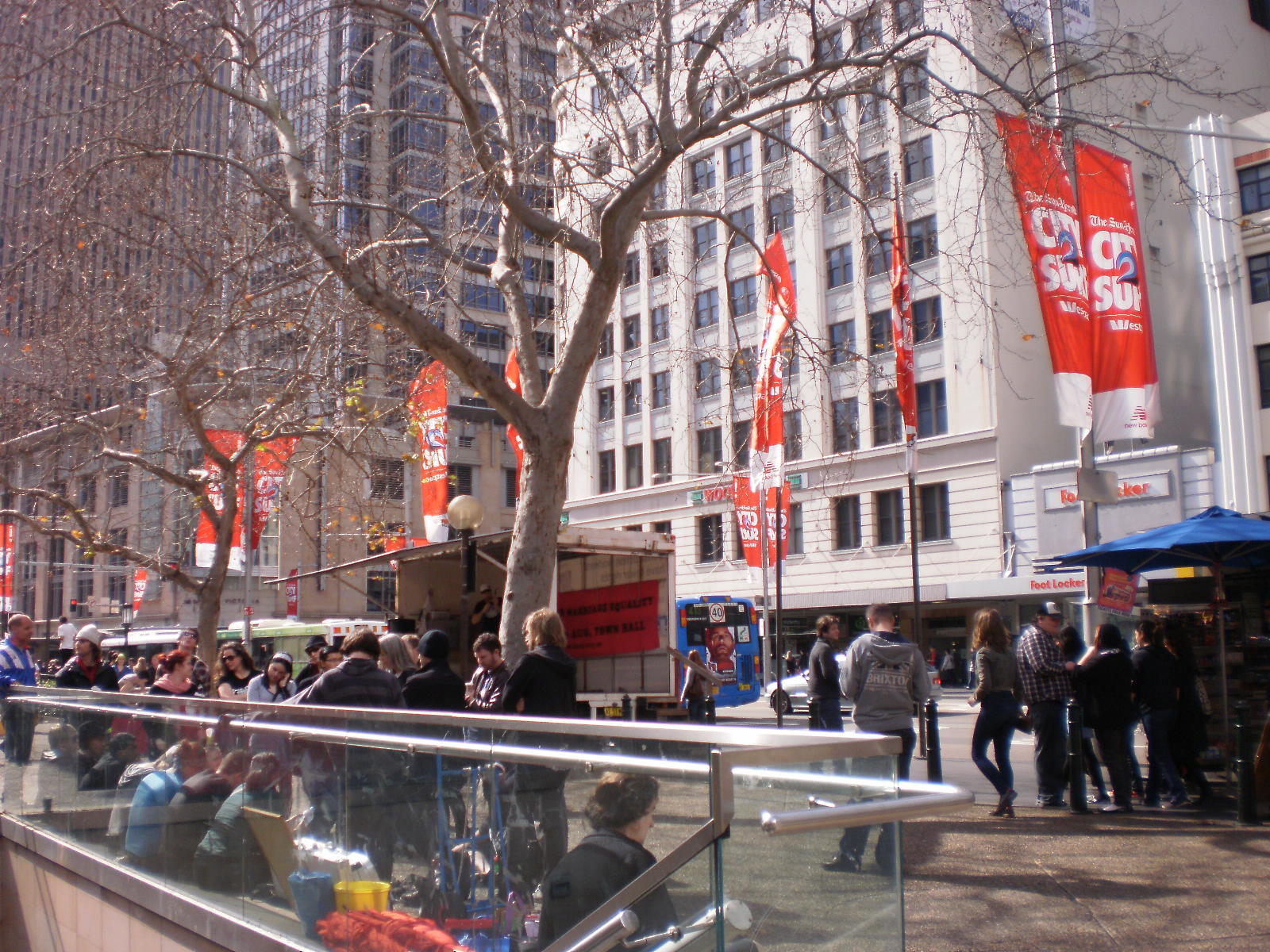
Protestas frente al Ayuntamiento de Sídney, en la George Street, en 2011.

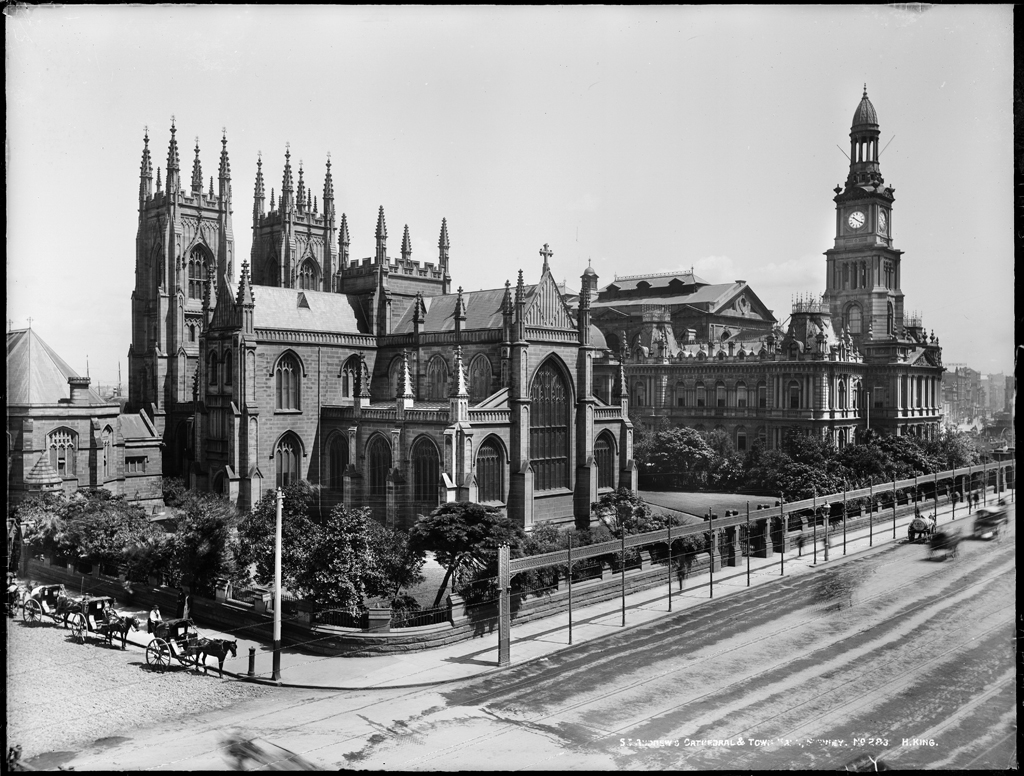
El Ayuntamiento de Sídney a principios del siglo xx. La George Street se encuentra a la derecha del ayuntamiento, y la catedral de San Andrés a la izquierda.

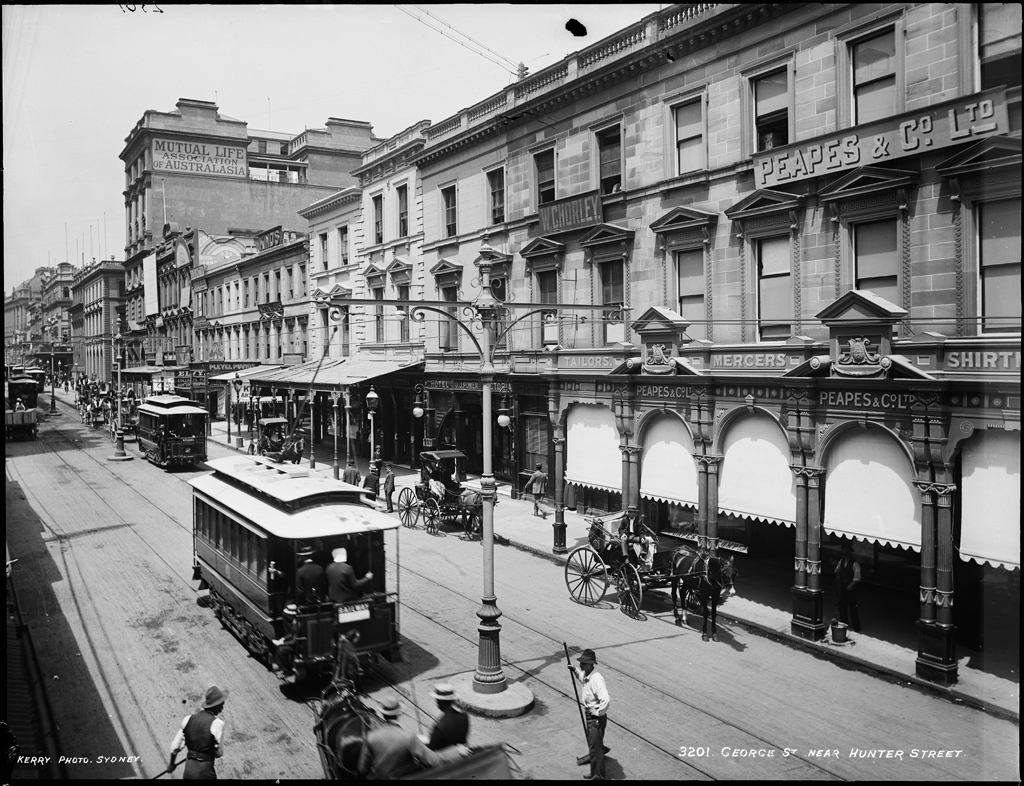
Tranvías en George Street, cerca de Hunter Street, a principios del siglo xx.

Siendo una calle importante que atraviesa el centro de Sídney, George Street atraviesa varias secciones o barrios diferentes, que son, de sur a norte:
- Railway Square: el extremo sur de la George Street es una confluencia de varias calles ajetreadas. Debe su nombre (literalmente, «plaza del ferrocarril») a que es adyacente a la estación central de Sídney, y la propia plaza también alberga una gran estación de autobuses. La Railway Square está rodeada actualmente por hoteles, pequeños comercios y un campus del Sydney Institute of TAFE.
- Chinatown: el barrio chino principal y tradicional de Sídney se encuentra en Haymarket, cerca del extremo sur de la George Street, principalmente al oeste de la calle, pero también se extiende hacia el este. Alberga numerosos comercios y restaurantes; además, cerca de la intersección de la George Street con la Hay Street se encuentra un tocón de árbol dorado que gotea agua, que fue regalado a la comunidad china de Sídney con el mensaje de que les traería buena suerte. Cerca está el Capitol Theatre, que a menudo alberga las representaciones en Sídney de musicales internacionales. La Haymarket Library of the City of Sydney, que es la sucursal principal del servicio de biblioteca de la ciudad para materiales en idioma chino, se encuentra en George Street.
- Cinema District («distrito de cines»): Situada en la colina con vistas del Chinatown, esta zona albergaba los tres cines más grandes de Sídney. Sin embargo, estos tres cines (Hoyts, Greater Union y Village) fusionaron sus teatros en un único complejo, que fue finalmente comprado por Greater Union en diciembre de 2005. El Cinema District también alberga muchos salones recreativos, cibercafés, restaurantes de comida rápida y pubs y es muy concurrido después del anochecer.
- Town Hall («ayuntamiento»): Este barrio, que se extiende a lo largo de la sección central de George Street, es conocido por albergar tres importantes edificios históricos: la catedral de San Andrés, el Ayuntamiento de Sídney y el centro comercial del Queen Victoria Building, servidos por la estación de Town Hall. La zona que los rodea alberga grandes comercios, como la tienda principal en Sídney de los grandes almacenes Myer. Cerca se encuentra Pitt Street Mall, un gran zona comercial.
- Wynyard: La zona que rodea George Street desde King Street en el sur hasta Alfred Street en el norte está ocupada fundamentalmente por oficinas de grandes corporaciones e instituciones financieras, intercaladas con comercios, grandes hoteles, bares e instalaciones de ocio. Una importante calle de este barrio es Martin Place, donde se encuentran el Cenotafio de Sídney y la Sydney General Post Office. La estación de Wynyard se encuentra en la parte norte de este barrio.
- The Rocks: En el extremo norte de George Street, al norte de Alfred Street, está The Rocks, la ubicación del primer asentamiento británico en Australia, fundado en 1788. En esta zona se encuentran muchas tiendas de recuerdos, restaurantes y pubs tradicionales, así como galerías de arte y el Museo de Arte Contemporáneo de Sídney. Aquí termina George Street al alcanzar la bahía de Sídney. La zona está dominada por las rampas de aproximación al puente de la bahía de Sídney y se encuentra frente a la Ópera de Sídney. La estación de Circular Quay y las terminales de ferry de Circular Quay se encuentran cerca.

## Transporte
El 8 de diciembre de 1899 se inauguró un tranvía eléctrico que recorría George Street hasta Harris Street. Esto redujo la dependencia tradicional en caballos y desplazamientos a pie. En 1959 los tranvías fueron sustituidos por autobuses de gasóleo. Hasta octubre de 2015, George Street era la calle de Sídney con más tráfico de autobuses por hora; la mayoría de las líneas de autobús que conducían a los suburbios del oeste y noroeste de la ciudad recorrían parte de esta calle.
Muchas de las principales estaciones de ferrocarril del centro de Sídney se encuentran en George Street o cerca de ella. En el extremo sur de la calle, Railway Square recibe su nombre en honor a la adyacente estación Central de Sídney. Más al norte, la estación de Town Hall se encuentra bajo George Street, cerca del Ayuntamiento de Sídney. Esta estación fue inaugurada en 1932, como parte de la construcción del City Circle. Todavía más al norte, la estación de Wynyard fue construida en la misma época cerca de George Street, con una entrada principal hacia la calle cerca de Hunter Street. Más cerca del extremo norte de la calle, la estación de Circular Quay se encuentra junto a George Street.

### Metro ligero

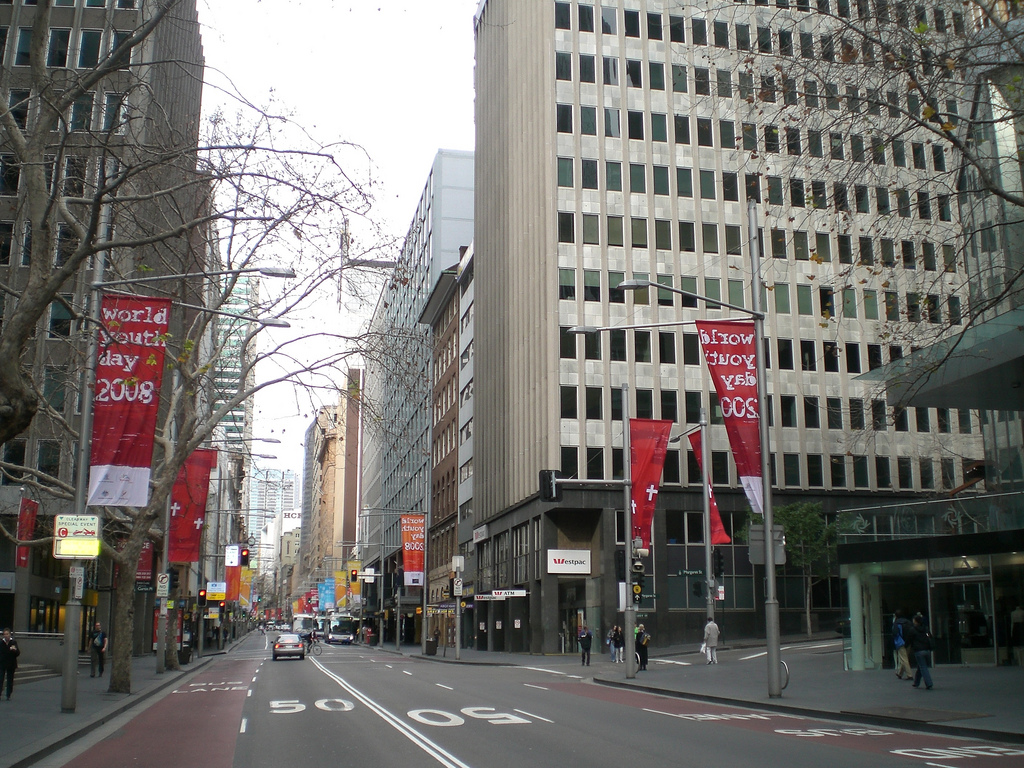
George Street a la altura de Hunter Street.

En respuesta a la creciente congestión de autobuses en el centro de la ciudad, el 13 de diciembre de 2012 el gobierno de Nueva Gales del Sur anunció el proyecto de un metro ligero que recorrería George Street desde Circular Quay hasta la estación central, y posteriormente Devonshire Street, cruzando Moore Park y recorriendo Anzac Parade. Al sur de Moore Park la línea se dividirá en dos ramales, uno que continúa por Anzac Parade hasta Kensington, y otro que se dirige hacia Randwick a través de Alison Road.
Junto con las obras del metro ligero, el Ayuntamiento de Sídney quiere peatonalizar secciones de George Street entre Bathurst Street y Hunter Street, con la intención de convertirla en la «principal calle comercial y peatonal de Sídney». El gobierno estatal anunció que apoyaría el proyecto. La construcción del metro ligero empezó en octubre de 2015 y fue inaugurado el 14 de diciembre de 2019.